# گیاهان تراریخته

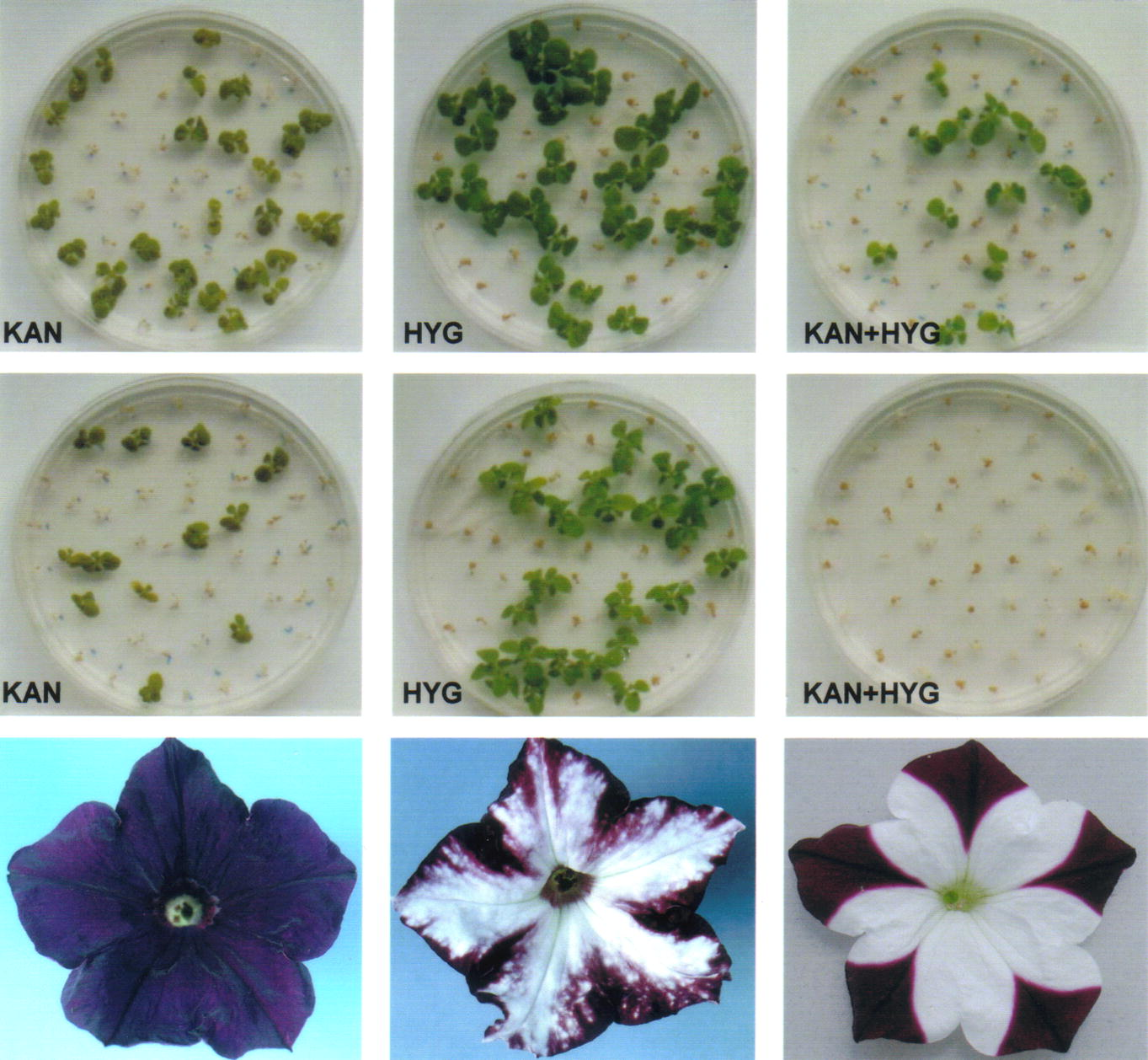

گیاه تراریخت به گیاهی گفته می‌شود که یک یا چند ژن محدود را از گونه‌های دیگری به‌جز خزانه ژنتیکی آن گیاه از طریق روش‌های مدرن ژنتیک مولکولی و مهندسی ژنتیک دریافت کرده باشد. هدف از این کار، بهبود مقاومت گیاه نسبت به برخی از آفات یا بیماری‌های گیاهی (تنش‌های زیستی)، افزایش تحمل تنش‌های غیر زیستی نظیر شوری و کم‌آبی، بهبود کیفیت و بازار پسندی محصول، افزایش تولید و عملکرد گیاه، افزایش بهره‌وری در کشاورزی و در نهایت، افزایش سطح سلامت جامعه از طریق کاهش مصرف انواع سموم و کودهای شیمیایی است.

## توضیحات تکمیلی
با توجه به اینکه جانداران مختلف، صفات و خصوصیاتی دارند که به آن‌ها توانایی ویژه‌ای می‌دهد که بتوانند برخی شرایط نامساعد محیطی را بهتر تحمل و مدیریت کنند یا در برابر آفات و بیماری‌های خاصی مقاومت داشته‌باشند، و عطف به اینکه این خصوصیات، از ژن‌هایی که در این جانداران یافت می‌شود، ناشی می‌شود، هدف از روش‌های مهندسی ژنتیک، استفاده از این قابلیت‌ها برای بهبود گیاهان زراعی است. به عنوان مثال، گیاهان بیابانی و شورپسند، قابلیت رشد در شرایط بسیار سخت و کم‌آب بیابان‌ها را دارا هستند. این قابلیت که ناشی از ژن‌های آن‌ها است که در طول میلیون‌ها سال فرگشت به دست آورده‌اند، می‌تواند از طریق روش‌های مهندسی ژنتیک در اصلاح گیاهان زراعی مورد استفاده قرار گیرد. این ویژگی‌ها معمولاً در گیاهان زراعی یافت نمی‌شود تا به کمک روش‌های اصلاح نژاد مرسوم و سنتی بتوان آن‌ها را به گیاهان زراعی منتقل کرد. به همین دلیل، یافتن، جداسازی و انتقال ژن یا ژنهای عامل این ویژگی‌ها، که گاهی در گیاهان غیرهم‌خانواده یا حتی جاندار دیگر مانند یک گونهٔ باکتری موجود می‌باشد، از طریق روش‌های متداول اصلاح نباتات محقق نخواهد شد. از این رو، در استفاده از این قابلیت باید دستهٔ دیگری از روش‌های اصلاحی را مورد استفاده قرار داد که به روش‌های ژنتیک مولکولی و مهندسی ژنتیک معروف شده‌اند.

### تاریخچه
اگرچه این روش‌ها از دهه ۱۹۷۰ میلادی ابداع شده و فرگشت یافته‌اند ولی بیست سال طول کشید تا نخستین نمونه‌های تولید تجاری و استفاده از گیاهان تراریخته با صفاتی چون مقاومت به یک آفت، بیماری یا خشکی وارد کشاورزی مدرن شود. هرچند که نخستین محصول تراریخته تجاری یعنی توتون مقاوم به ویروس موزاییک در سال ۱۹۹۳ در چین به تولید انبوه رسید ولی ایالات متحده آمریکا از سال ۱۹۹۶ با تولید محصولات تراریخته‌ای مانند پنبه مقاوم به آفات بال‌پولکدار (پروانه‌ای مثل کرم غوزه، کرم سرخ و …)، ذرت مقاوم به علف‌کش و سویای مقاوم به علف‌کش وارد این عرصه شد و در حال حاضر با تولید بیش از ۷۱ میلیون هکتار انواع محصولات تراریخته، بزرگ‌ترین تولیدکننده و مصرف‌کننده این محصولات در جهان است. کشورهای برزیل با ۴۴ میلیون هکتار، آرژانتین با ۲۹ میلیون هکتار و هند با ۱۲ میلیون هکتار در رده‌های بعدی هستند. در سال ۲۰۱۷ سطح زیر کشت این محصولات به ۱۸۵ میلیون هکتار رسیده‌است. با این وجود، کاربرد محصولات تراریخته به کشاورزی مدرن منحصر نشده و امروزه گیاهان تراریخته در صنعت داروسازی جهت تولید صنعتی برخی ترکیبات دارویی یا ترکیبات دارای کاربرد پزشکی نیز مورد استفاده قرار داده می‌شوند.

## قوانین
با توجه به وجود قوانین و مقررات بین‌المللی نظارتی بر این محصولات نظیر پروتکل ایمنی زیستی کارتاهنا و کدکس غذایی آلیمنتاریوس، وقتی یک محصول تراریخته در آزمایشگاه تولید می‌شود، قبل از رهاسازی و تولید تجاری مجموعه کوتاهی از آزمایش‌های کیفی شامل آزمایش‌ها و آنالیز کیفیت، حساسیت‌زایی، زراعی و زیست‌محیطی را از سر می‌گذرانند. نتایج این آزمایش‌ها در هر کشور در اختیار مرجع قانونی مربوط قرار داده می‌شود. این مرجع که از متخصصان مختلف تشکیل شده‌است، با بررسی نتایج آزمایش‌های ذکر شده از سه جنبه زراعی، بهداشتی و در نهایت زیست‌محیطی، نسبت به رهاسازی آن محصول تصمیم‌گیری می‌کنند. در صورت موافقت با تولید آن محصول تراریخته، برای آن محصول مجوز تولید و مصرف صادر می‌شود.
باید توجه داشت که همانند هر فناوری مدرن دیگری، علی‌رغم فواید بسیار و به تبع آن علاقه‌مندان زیاد در بین محققان و کشاورزان، استفاده از گیاهان تراریخته منتقدینی دارد. این انتقادات بر اساس ملاحظات اکولوژیکی و اقتصادی می‌باشد چرا که جانداران تراریخته غالباً به درخواست ابداع کنندگان آن‌ها تحت قوانین مالکیت معنوی محافظت می‌شوند.

## محصولات تراریخته در ایران
در ایران تولید آزمایشگاهی برخی از محصولات تراریخته در مراکز علمی و دانشگاهی از حدود بیست و پنج سال قبل آغاز شده‌است. اولین محصول کشاورزی تراریخته، رقمی از برنج است که در برابر کرم ساقه‌خوار برنج Chilo suppressalis مقاومت نشان می‌دهد. محصولات دیگری نظیر سیب‌زمینی و پنبه نیز تولید شده‌اند و در حال طی کردن مراحل نهایی ارزیابی و اخذ مجوز رهاسازی هستند.

## مراحل تولید
1. یافتن صفات تازه
2. دستیابی به ژن‌ها
3. الحاق ژن تازه به ژنوم گیاهی
4. دالان‌های رشد و گلخانه‌های خودکار
5. بررسی ایمنی زیستی و اثبات بی خطر بودن آن برای انسان
6. زمان آشکار شدن ژن‌ها فرامی‌رسد

## منتقدان تراریختگی
منتقدان تراریخته‌ها معتقدند نوع کشت و تولید این محصولات، استفاده از سمومی مانند سم گلایفوسِیت (با نام تجاری RoundUp) را افزایش داده‌اند. ورود این سموم به چرخهٔ غذایی انسان می‌تواند باعث ایجاد بیماری شود. همچنین گیاهان می‌توانند با تثبیت مقادیر زیادی از این سموم در خاک محل کشت خود باکتری‌های حیاتی تثبیت کننده عناصر خاک را از بین برده و منجر به از بین رفتن حاصلخیزی خاک شوند. هیچ‌یک از این ادعاها از سوی منابع علمی تأیید نشد. علاوه بر این، اگرچه ادعاها و هیاهوی تبلیغاتی شدیدی از سوی منتقدان فناوری مهندسی ژنتیک، مبنی بر سرطان‌زا بودن این محصولات انجام شد، اما در نهایت مراجع علمی جهان، نظیر مرجع ایمنی غذایی اتحادیه اروپا، سازمان بهداشت جهانی و سازمان غذا و کشاورزی ملل متحد، رسماً اعلام کردند که محصولات تراریخته دارای مجوز که وارد بازار جهانی شده‌اند، فاقد هر گونه آثار سرطانزایی هستند. علاوه بر این، بررسی‌های دیگری نشان داده‌اند که با توجه به کاربرد بسیار کمتر آفت‌کش‌ها یا قطع کامل مصرف آن‌ها در تولید این محصولات، محصولات تراریخته از سالم‌ترین محصولات غذایی دنیا هستند و جنجال‌های تبلیغاتی بر ضد آن‌ها، فاقد پشتوانه علمی است. به نظر می‌رسد، انگیزه‌های اقتصادی ناشی از تغییر گردش مالی تولید نهاده‌هایی مانند بذر، آفت‌کش و کود عامل اصلی محرک انتقاد علیه این محصولات است.